# Jure Kvesič
Jure Kvesič est un joueur croate de volley-ball né le 6 février 1978 à Zagreb. Il mesure 1,91 m et joue passeur. Il totalise 62 sélections en équipe de Croatie.

## Clubs
| Club                              | Pays      | De        | À         |
| --------------------------------- | --------- | --------- | --------- |
| Mladost Zagreb                    | Croatie   | ????      | 2001-2002 |
| VC Leipzig                        | Allemagne | 2002-2003 | 2004-2005 |
| CAI Teruel                        | Espagne   | 2005-2006 | 2005-2006 |
| SK Aich-Dob                       | Autriche  | 2006-2007 | 2007-2008 |
| VC Leipzig                        | Allemagne | 2008-2009 | 2008-2009 |
| Cambrai Volley-Ball               | France    | 2009-2010 | 2010-2011 |
| Club Alès en Cévennes volley-ball | France    | 2011-2012 | 2012-2013 |
| Maxéville Nancy Volley Jarville   | France    | 2013-2014 | 2013-2014 |
| Rennes Volley 35                  | France    | 2014-2015 | 2014-2015 |
| Canteleu-Maromme Volley-Ball      | France    | 2015-2016 | 2015-2016 |
| Saint-Louis Volley-Ball           | France    | 2016-2017 | 2016-2017 |
| VC Bellaing/Porte du Hainaut      | France    | 2017-2018 | 2018-2019 |